# Kenya i olympiska sommarspelen 2000
Kenya deltog i de olympiska sommarspelen 2000 med en trupp bestående av 56 deltagare, 34 män och 22 kvinnor, och de tog totalt sju medaljer.

## Medaljer

### Guld
- Noah Ngeny - Friidrott, 1 500 m
- Reuben Kosgei - Friidrott, 3 000 m hinder

### Silver
- Paul Tergat - Friidrott, 10 000 m
- Wilson Boit Kipketer - Friidrott, 3 000 m hinder
- Erick Wainaina - Friidrott, maraton

### Brons
- Bernard Lagat - Friidrott, 1 500 m
- Joyce Chepchumba - Friidrott, maraton

## Boxning
Lätt flugvikt
- Suleiman Bilali

Lätt weltervikt
- Fred Kinuthia

Mellanvikt
- Peter Kariuki Ngumi

Lätt tungvikt
- George Olwande Odindo

## Bågskytte
| Herrarnas individuella |                     |                      |         |
|                        | Dominic John Rebelo |                      |         |
| Sextondelsfinaler      | Förlorade mot       | Kyo-Moon Oh Sydkorea | 168-132 |

## Cykling
Herrarnas terränglopp
- Ken Muhindi
  - Final — Lapped (→ 39:e plats)

## Friidrott
Herrarnas 200 meter
- Ezra Sambu
  1. Round 1 - 21.23 (gick inte vidare)

Herrarnas 400 meter
- David Kipkorir Kirui
  1. Omgång 1 - 45.69 (gick inte vidare)
  2. Omgång 2 - 46 (gick inte vidare)

- Kennedy Ochieng
  1. Omgång 1 - DNF (gick inte vidare)

Herrarnas 800 meter
- Japheth Kimutai
  1. Omgång 1 - 01:45.60
  2. Semifinal - 01:45.64 (gick inte vidare)

- William Yiampoy
  1. Omgång 1 - 01:47.35
  2. Semifinal - 01:45.88 (gick inte vidare)

- Joseph Mutua
  1. Omgång 1 - 01:47.86 (gick inte vidare)

Herrarnas 1 500 meter
- Noah Ngeny
  1. Omgång 1 - 03:38.03
  2. Semifinal - 03:39.29
  3. Final - 03:32.07 (Guld) - olympiskt rekord

- William Chirchir
  1. Round 1 - 03:40.22 (gick inte vidare)

- Bernard Lagat
  1. Omgång 1 - 03:40.42
  2. Semifinal - 03:37.84
  3. Final - 03:32.44 (Brons)

Herrarnas 5 000 meter
- David Chelule
  1. Omgång 1 - 13:29.98
  2. Final - 13:37.13 (5:e plats)

- Richard Limo
  1. Omgång 1 - 13:23.17
  2. Final - 13:39.43 (10:e plats)

- Julius Gitahi
  1. Omgång 1 - 13:23.17
  2. Final - 13:39.11 (9:e plats)

Herrarnas 10 000 meter
- Paul Tergat
  1. Omgång 1 - 27:44.07
  2. Final - 27:18.29 (Silver)

- Patrick Ivuti
  1. Omgång 1 - 27:50.10
  2. Final - 27:20.44 (4:e plats)

- John Cheruiyot Korir
  1. Omgång 1 - 27:50.19
  2. Final - 27:24.75 (5:e plats)

Herrarnas 400 meter häck
- Erick Keter
  1. Omgång 1 - 50.06 (gick inte vidare)
  2. Semifinal - 51.25 (gick inte vidare)

- Hillary Kiprotich Maritim
  1. Omgång 1 - 51.04 (gick inte vidare)

Herrarnas 4 x 400 meter stafett
- Julius Chepkwony, Samson Yego Kipchirchir, Joseph Mutua, Ezra Sambu
  1. Omgång 1 - (gick inte vidare)
  2. Semifinal - (gick inte vidare)
  3. Final - ( :e plats)

Herrarnas 3 000 meter hinder
- Reuben Kosgei
  1. Omgång 1 - 08:23.17
  2. Final - 08:21.43 (Guld)

- Wilson Boit Kipketer
  1. Omgång 1 - 08:22.07
  2. Final - 08:21.77 (Silver)

- Bernard Barmasai
  1. Round 1 - 08:23.08
  2. Final - 08:22.23 (4:e plats)

Herrarnas 20 kilometer gång
- David Kimutai
  1. Final - 1:28:45 (39:e plats)

- Julius Kipkoech Sawe
  1. Final - 1:30:55 (42:e plats)

Herrarnas maraton
- Erick Wainaina
  1. Final - 2:10:31 (Silver)

- Kenneth Cheruiyot
  1. Final - DNF

- Elijah Lagat
  1. Final - DNF

Damernas 1 500 meter
- Naomi Mugo
  1. Omgång 1 - 04:13.18 (gick inte vidare)

Damernas 5 000 meter
- Lydia Cheromei
  1. Omgång 1 - 15:09.32
  2. Final - 14:47.35 (6:e plats)

- Vivian Cheruiyot
  1. Omgång 1 - 15:11.11
  2. Final - 15:33.66 (14:e plats)

- Rose Cheruiyot
  1. Omgång 1 - 15:13.18
  2. Final - 14:58.07 (11:e plats)

Damernas 10 000 meter
- Tegla Loroupe
  1. Omgång 1 - 32:06.41
  2. Final - 30:37.26 (5:e plats)

- Alice Timbilil
  1. Omgång 1 - 32:34.15
  2. Final - 31:50.22 (14:e plats)

- Sally Barsosio
  1. Omgång 1 - 32:34.07
  2. Final - 31:57.41 (17:e plats)

Damernas maraton
- Joyce Chepchumba
  1. Final - 2:24:45 (Brons)

- Esther Wanjiru
  1. Final - 2:26:17 (4:e plats)

- Tegla Loroupe
  1. Final - 2:29:45 (13:e plats)